# Human (álbum de Brandy Norwood)
Human é o quinto álbum de estúdio da cantora norte-americana Brandy Norwood. Foi lançado em 5 de dezembro de 2008 através da Epic Records, Knockout Entertainment e Koch Records. O álbum foi o primeiro lançamento de Norwood sob a Epic Records, após seu rompimento com a Atlantic Records em 2005, e foi sua reunião com o seu mentor e colaborador de longa data Rodney "Darkchild" Jerkins, que tornou-se produtor executivo do álbum e escreveu a maioria das canções do álbum ao lado de sua equipe.
Apesar de ter sido recebido com críticas geralmente favoráveis dos críticos musicais, Human estreou na 15ª posição da Billboard 200, vendendo 73,000 cópias em sua primeira semana, tornando-se assim o álbum de Brandy com menor desempenho na parada desde seu álbum de estreia autointitulado (1994). Até 2012, o álbum havia vendido 214,000 cópias nos Estados Unidos, falhando em conquistar o sucesso comercial de seus antecessores. Ao passo que o primeiro single, "Right Here (Departed)", deu à Brandy seu maior sucesso na parada estadunidense desde de "Full Moon" (2002), o segundo e último single, "Long Distance", não foi bem sucedido comercialmente.
Human se tornaria o único álbum de Norwood sob a Epic Records, após romper com a gravadora e com a Roc Nation em 2009. Nos anos seguintes, Norwood iria refletir no álbum, em 2012–2013, manifestando seu desgosto pelo álbum e culpando sua performance na falta de visão das partes envolvidas. Após certo tempo, em 2022, Norwood admitiu que tinha apreciação pelo álbum.

## Antecedentes
Brandy Norwood lançou seu quarto álbum de estúdio, Afrodisiac, em junho de 2004, em meio ao término bem divulgado de seu relacionamento comercial de curta duração com o executivo de gravadoras e gerente de entretenimento Benny Medina. Norwood encerrou seu contrato com a Handprint Entertainment, com sede em Los Angeles, após menos de um ano de representação após controvérsias em torno da manipulação de Medina do single "Talk About Our Love", e negociações fracassadas de uma suposta turnê com o cantor de R&B, Usher. Apesar da publicidade negativa, Afrodisiac emergiu como o álbum mais aclamado pela crítica de Norwood até então, mas se tornou um vendedor moderado na maioria dos mercados musicais. O álbum estreou no número três na parada de álbuns da Billboard 200, mas enquanto vendeu mais de 416,000 cópias nos Estados Unidos, não conseguiu traçar ou vender visivelmente em outros lugares. "Talk About Our Love", produzida por Kanye West, alcançou o número seis no UK Singles Chart, mas singles posteriores como "Afrodisiac" e "Who Is She 2 U" não conseguiram pontuar com sucesso nas paradas musicais populares e a promoção do álbum logo terminou.
No final de 2004, após onze anos com a gravadora, Norwood pediu e recebeu uma liberação incondicional da Atlantic Records. No momento em que seu contrato expirou, vários de seus patronos de longa data, como o produtor musical Darryl Williams e a executiva da indústria Sylvia Rhone, deixaram a empresa e Norwood se sentiu mal administrada por sua nova equipe, que ela achou estar "olhando mais para os artistas de hip-hop" na gravadora e "não sabiam o que fazer com [ela]". Completando seu contrato com a Atlantic Records, um álbum de compilação compilando seus primeiros quatro álbuns de estúdio com a empresa, intitulado The Best of Brandy, foi lançado em março de 2005. Então, Norwood supostamente começou a ir me busca um novo contrato de gravação sob a Knockout Entertainment, o selo de vaidade de seu irmão Ray J, que iria co-venturar seus lançamentos subsequentes, incluindo seu quinto álbum, que ela começou a gravar de forma independente.

## Gravação e produção
Norwood começou a gravar o álbum em 2005. Rompendo com a sua fórmula habitual que a levou a criar projetos com ex-produtores principais como Keith Crouch, Rodney "Darkchild" Jerkins e Timbaland, ela entrou em estúdio com vários compositores e produtores para gravar novas músicas, incluindo Louis Winding e Frederik Tao da equipe de produção dinamarquesa Maximum Risk. A dupla produziu várias músicas para Norwood, incluindo "Honey" e "Sweet Nothings", todas escritas pela colaboradora frequente Kenisha Pratt. Nos meses seguintes, Norwood continuou gravando sem contrato com uma vasta gama de produtores como Rockwilder e a dupla de produção Tim & Bob, que terminou várias demos com ela. Sua nova gestão também organizou mais sessões de gravação com o colega cliente Bryan Michael Cox e seus parceiros de produção Adonis Shropshire e WyldCard no Track Record Studios em North Hollywood. Supostamente para produzir seu álbum por inteiro na época, eles trabalharam em uma série de baladas e canções mid-tempo remanescentes de suas outras produções, incluindo uma música chamada "Cry". Em junho de 2006, Cox anunciou que serviria como produtor executivo do álbum, mas mudanças de direção resultantes de sessões adicionais deixaram suas músicas sem uso.
Em dezembro de 2006, Norwood se envolveu em um acidente automobilístico fatal na San Diego (405) Freeway em Los Angeles. O acidente tirou a vida da motorista de 38 anos de um Toyota que foi atingido pelo Range Rover de Norwood.[16] Norwood não foi presa nem acusada de homicídio culposo veicular devido à insuficiência de provas. No entanto, vários processos foram movidos contra ela, todos os quais foram resolvidos fora do tribunal por seu advogado civil. Apresentando uma dificuldade extraordinária para Norwood e sua família, ela deixou seu papel como jurada na segunda temporada de America's Got Talent e entrou em hiato. Expandindo sobre como lidar com as consequências da tragédia, Norwood explicou: "Eu só queria que as pessoas soubessem que isso não é notícia. Não é algo que deve ser falado como se fosse fofoca. Você não gosta de mim? Tudo bem. Mas não use essa situação para tentar me machucar, porque a culpa de estar envolvido é suficiente. É algo que eu nunca vou superar de verdade". Enquanto o acidente interrompeu a produção do álbum, Norwood logo retomou a gravação que ela achou terapêutica: "Eu tive que enfrentar isso e encontrar forças para seguir em frente. Conectar-me de volta com a música definitivamente me ajudou em tudo. Assim que voltei ao estúdio, as borboletas foram embora".
Com a maior parte do álbum sendo reformulado, outros músicos se juntaram ao projeto, incluindo Midi Mafia, RedOne, Toby Gad, Frank Ocean e Brian Kennedy, o último dos quais foi consultado para substituir Cox como produtor executivo do álbum. Juntos, eles criaram um monte de novas músicas, incluindo "Freedom", "One Thing" e "Today", que Norwood mais tarde descreveu como "mais fiel ao som" que ela havia inicialmente imaginado para o álbum. No entanto, no início de 2008, seu empresário de A&R, Brandon Creed, apresentou a Norwood várias faixas demo que foram produzidas por Rodney Jerkins, incluindo "Right Here (Departed)". Seu ex-produtor principal em álbuns anteriores, como Never Say Never (1998) e Full Moon (2002), Jerkins não trabalhava com Norwood desde 2002, devido a horários conflitantes e um desacordo sobre sua decisão de trabalhar com Timbaland em Afrodisiac em 2003. Novamente, o álbum foi reconstruído, com Jerkins assumindo funções executivas. Sobre sua decisão de colaborar com Jerkins, Norwood comentou: "Com Rodney sendo a pessoa que produziu [o primeiro single], eu, é claro, queria ir de lá por causa de nossa história e de todas as músicas que fizemos no passado. Parecia a coisa certa a fazer [...] eu queria ver onde essa química nos levaria criativamente desta vez". Com Jerkins a bordo, fornecendo a maior parte de Human, o som do álbum mudou drasticamente, com Norwood e sua equipe abandonando a maioria dos discos de R&B em favor de seus sons pop internacionais.
Norwood assinou um novo contrato com a Epic Records em abril de 2008 e pretendia terminar o álbum em setembro do mesmo ano. Além disso, Norwood trabalhou com os produtores Timbaland (e seus protegidos J-Roc e James Fauntleroy), Rico Love, Blac Elvis, Rob Knox, The Clutch, e os compositores Chasity Nwagbara, Kara DioGuardi e Greg Curtis em Human, embora suas músicas ainda não tenham sido lançadas em nenhum formato. Outras colaborações de estúdio com Kerry "Krucial" Brothers, Missy Elliott, Yung Berg e Tonex, por outro lado, não se materializaram devido a conflitos de agendamento.

## Canções e letras
Introduzido pelas palavras da descrição de Brandy de um ser humano em "Human Intro", o álbum abre com "The Definition", uma das poucas gravações up-tempo do álbum. Escrita pela compositora de Atlanta Crystal Johnson, a música retrata Brandy fazendo uma rapsódia sobre o amor. Recebeu críticas geralmente mistas, com o The Boston Globe enfatizando-a como a faixa mais essencial de Human. "Warm It Up (With Love)", outra produção de Darkchild, foi criada em torno de uma amostra de piano e lançada com fortes reações positivas. Destacada pela AllMusic e Slant Magazine, o escritor do Newsday Glenn Gamboa observou isso como "princípio orientador" no álbum. O single principal "Right Here (Departed)" não foi gravado até o final da produção de Human e é a primeira música que Brandy gravou com Jerkins após sua reunificação musical no início de junho de 2008. Escrita por The Writing Camp e gravada com base terapêutica, a faixa narra as conversas de uma mulher sobre apoio mútuo com seus entes queridos. A quinta faixa "Piano Man" foi gravada como uma referência ao tipo de relacionamento criativo cultivado por um vocalista e seu produtor ou DJ.
"Long Distance", uma balada sobre as dificuldades de um relacionamento de longa distância, foi lançada com reações positivas dos críticos, com o The New York Times chamando-a de "hinário que ecoa distantemente "Again" de Janet Jackson. "Camouflage", uma das duas músicas do álbum que foram escritas pelo compositor Claude Kelly, recebeu fortes críticas em geral, com o Newsday declarando-a uma "prima digna de 'Irreplaceable' de Beyoncé que [é] mais sobre aumento de estima e auto-aperfeiçoamento do que uma busca por um atrevido rebaixamento". "Torn Down", uma produção conjunta de Midi Mafia e Dapo Torimiro, foi uma das poucas faixas de Human presentes no repertória da Human World Tour (2009). Incorporando elementos da música country, os críticos notaram uma "mistura resoluta e nítida de sintetizadores estáticos, violão e palmas". Brandy escreveu a faixa-título do álbum com a ajuda do produtor Toby Gad e da cantora canadense Esthero. Um "hino sedoso do R&B" como descrito pelo Newsday, a balada trata do perdão. "Shattered Heart" é uma faixa pessimista, que incorpora elementos da música do Oriente Médio e muda seu ritmo após três minutos.
A décima segunda faixa do álbum, uma balada ao piano intitulada "True", foi contribuída por RedOne e Claude Kelly e inicialmente escrita para Michael Jackson. A música foi rearranjada e parcialmente reescrita para se adequar à personalidade de Norwood. Foi lançada com críticas positivas dos críticos, que a consideraram uma das faixas mais fortes de Human. "A Capella (Something's Missing)", produzida por Soundz, é uma canção quase a cappella na qual Brandy fornece "um refrão polifônico" com várias faixas de sua própria voz. Cantarolando a linha de baixo e fornecendo o ritmo, a instrumentação da faixa consiste em uma única guitarra elétrica. A gravação uptempo "1st & Love", décima quarta faixa do álbum, retrata a euforia de uma mulher com um amor recém-descoberto à primeira vista e foi considerada para ser terceiro single. A faixa final, "Fall", outra balada de piano, foi co-escrita pela colega de gravadora Natasha Bedingfield. Conforme relatado, Norwood e Bedingfield foram forçados a mudar sua primeira sessão de gravação conjunta de Atlanta para Los Angeles quando o cantor Chris Brown e sua comitiva invadiram o estúdio, onde "botaram as músicas de Brown nas alturas e começaram a bagunçar".

## Título
Norwood revelou o título do álbum, bem como o nome de várias novas faixas em um comunicado à imprensa em 15 de agosto de 2008. Com o nome de sua faixa-título, co-escrita pela mesma, Norwood afirmou: "É chamado Human porque é o que eu sou e no final do dia todos nós somos apenas humanos. O álbum fala por si mesmo". Elaborando ainda mais o título, a declaração dizia que o título era "um espelho da vida real de Brandy como mulher, artista, musicista e performer, comunicando o que significa ser totalmente humano: forte, mas vulnerável, sincero e triunfante, apaixonado pela vida e em contato com as coisas do espírito".

## Lançamento e divulgação
Apesar da Epic Records ter anunciado o lançamento de Human para 11 de novembro de 2008, uma ligação de Timbaland, que requisitou que Norwood gravasse canções adicionais com ele e seus aprendizes J-Roc e James Fauntleroy, causou outro mês de atraso para o álbum. As faixas dele, no entanto, não foram incluídas no álbum ao passo que ele não conseguiu contribuir com backing vocals de marca registrada para suas músicas. Human foi primeiramente lançado na França em 5 de dezembro de 2008. Em 8 de outubro, foi lançado na Austrália e no Reino Unido, e na América do Norte no dia seguinte, pela Epic Records, Knockout Entertainment e Koch Records. A versão deluxe foi lançada simultaneamente com a versão padrão através das lojas digitais; em adição à lista de faixas original, conta com mais cinco faixas, incluindo "Gonna Find My Love" e "Locket (Locked in Love)", e remixes de "Right Here (Departed)" e "Long Distance", com as últimas contando com a colaboração do DJ estadunidense Moto Blanco e o rapper jamaicano americano Sean Kingston. Nas demais regiões, Human não foi lançado até fevereiro de 2009. Em Japão, a Sony Music Japan lançou uma versão limitada com um DVD bônus, incluindo videoclipes e os bastidores de "Right Here (Departed)".
Durante uma turnê promocional em divulgação para o álbum, Norwood passou pelo 106 & Park da BET para apresentar um mini-concerto que contou com performances dos dois singles do álbum, além "What About Us?", "Full Moon" (ambas de 2002) e "Almost Doesn't Count" (1999). Em adição, ela performou "Right Here (Departed)" e concedeu uma entrevista ao Good Morning America no dia do lançamento do álbum. Ao longo de dezembro, Norwood apareceu um outros programas de TV como o The Tyra Banks Show e o Morning Show da CW11. Em divulgação ao álbum, Brandy foi capa da edição de novembro de 2008 da revista Jet. A divulgação acabou pouco tempo depois do lançamento e Norwood subsequentemente começou a trabalhou em seu segundo álbum com a Epic Records. Entre aqueles que gravaram com ela estavam Tricky Stewart, The-Dream, Stargate, Ne-Yo, e Brian Kennedy.

## Lista de faixas
| Human – Edição padrão |                                   |                                                                |                                                    |         |  |
| N.º                   | Título                            | Compositor(es)                                                 | Producer(s)                                        | Duração |  |
| 1.                    | "Human Intro"                     |                                                                |                                                    | 0:19    |  |
| 2.                    | "The Definition"                  | Rodney "Darkchild" Jerkins Crystal Johnson                     | Jerkins LaShawn "Big Shiz" Daniels [a]             | 3:43    |  |
| 3.                    | "Warm It Up (With Love)"          | Jerkins Marvin "Tony" Hemmings Jordan Omley                    | Jerkins Omley [a]                                  | 3:58    |  |
| 4.                    | "Right Here (Departed)"           | Jerkins E. Kidd Bogart David Quiñones Victoria Horn Erika Nuri | Jerkins Daniels [a]                                | 3:38    |  |
| 5.                    | "Piano Man"                       | Jerkins Hemmings Omley                                         | Jerkins Omley [a]                                  | 3:52    |  |
| 6.                    | "Long Distance Interlude"         |                                                                |                                                    | 0:59    |  |
| 7.                    | "Long Distance"                   | Bruno Mars Philip Lawrence Jerkins Jeff Bhasker                | Mars [b] Jerkins Lawrence [a] James Fauntleroy [a] | 3:51    |  |
| 8.                    | "Camouflage"                      | Claude Kelly Jerkins                                           | Jerkins Dernst "D'Mile" Emile Daniels [a]          | 3:59    |  |
| 9.                    | "Torn Down"                       | Kevin Risto Waynne Nugent Dapo Torimiro Fauntleroy             | Dirty Swift Torimiro Bruce Wayne Fauntleroy [a]    | 3:20    |  |
| 10.                   | "Human"                           | Brandy Norwood Toby Gad Lindy Robbins Jenny-Bea Englishman     | Gad [b] Norwood [b]                                | 3:47    |  |
| 11.                   | "Shattered Heart"                 | Jerkins Johnson Daniels                                        | Jerkins Daniels [b]                                | 3:48    |  |
| 12.                   | "True"                            | RedOne Kelly                                                   | RedOne                                             | 3:40    |  |
| 13.                   | "A Capella (Something's Missing)" | Kenneth Charles Coby Chad C. Roper Le'Che D. Martin Tiyon Mack | Soundz                                             | 3:29    |  |
| 14.                   | "1st & Love"                      | Chauncey Hollis Rich King Christopher Breaux Jesse Woodard     | Hit-Boy Chase N. Cashe                             | 3:17    |  |
| 15.                   | "Fall"                            | Brian Seals Norwood Natasha Bedingfield Daniels                | Brian Kennedy Daniels [a]                          | 4:21    |  |
| Duração total:        | Duração total:                    | Duração total:                                                 | Duração total:                                     | 50:01   |  |

| Human – Edição deluxe da iTunes Store (faixas bônus) |                                                      |                                   |                                              |         |  |
| N.º                                                  | Título                                               | Compositor(es)                    | Producer(s)                                  | Duração |  |
| 16.                                                  | "Gonna Find My Love"                                 | Norwood Gad Robbins               | Gad                                          | 3:27    |  |
| 17.                                                  | "Locket (Locked in Love)"                            | Breaux King Seals                 | Kennedy                                      | 3:46    |  |
| 18.                                                  | "Right Here (Departed)" (Mad Decent Right Mad Remix) | Jerkins Bogart Quiñones Nuri Horn | Jerkins Daniels Mad Decent [c]               | 4:32    |  |
| 19.                                                  | "Long Distance" (A Capella)                          | Mars Lawrence Jerkins Bhasker     | Mars [b] Jerkins Lawrence [a] Fauntleroy [a] | 3:46    |  |
| 20.                                                  | "Right Here (Departed)" (Music video)                |                                   |                                              | 3:42    |  |
| Duração total:                                       | Duração total:                                       | Duração total:                    | Duração total:                               | 69:14   |  |

| Human – Edição exclusiva da Circuit City (faixa bônus) |                                                                 |                                   |                                                      |         |  |
| N.º                                                    | Título                                                          | Compositor(es)                    | Producer(s)                                          | Duração |  |
| 16.                                                    | "Right Here (Departed)" (Seamus Haji & Paul Emanuel Radio Edit) | Jerkins Bogart Quiñones Nuri Horn | Jerkins Daniels [a] Seamus Haji [c] Paul Emanuel [c] | 4:03    |  |
| Duração total:                                         | Duração total:                                                  | Duração total:                    | Duração total:                                       | 54:04   |  |

| Human – Edição exclusiva da Walmart (faixas bônus) |                                                  |                                   |                                                             |         |  |
| N.º                                                | Título                                           | Compositor(es)                    | Producer(s)                                                 | Duração |  |
| 16.                                                | "Long Distance" (Mad Decent Right Mad Remix)     | Mars Lawrence Jerkins Bhasker     | Mars [b] Jerkins Lawrence [a] Fauntleroy [a] Mad Decent [c] | 3:43    |  |
| 17.                                                | "Right Here (Departed)" (Moto Blanco Radio Edit) | Jerkins Bogart Quiñones Nuri Horn | Jerkins Daniels Moto Blanco [c]                             | 3:32    |  |
| Duração total:                                     | Duração total:                                   | Duração total:                    | Duração total:                                              | 57:16   |  |

| Human – Edição japonesa (faixas bônus) |                                                               |                                            |                                          |         |  |
| N.º                                    | Título                                                        | Compositor(es)                             | Producer(s)                              | Duração |  |
| 16.                                    | "Gonna Find My Love"                                          | Norwood Gad Robbins                        | Gad                                      | 3:27    |  |
| 17.                                    | "Locket (Locked in Love)"                                     | Breaux King Seals                          | Kennedy                                  | 3:46    |  |
| 18.                                    | "Right Here (Departed)" (featuring Sean Kingston)             | Jerkins Bogart Quiñones Nuri Horn Kingston | Jerkins Daniels [a]                      | 3:43    |  |
| 19.                                    | "Right Here (Departed)" (Moto Blanco Radio Edit)              | Jerkins Bogart Quiñones Nuri Horn          | Jerkins Daniels [a] Blanco [c]           | 3:32    |  |
| 20.                                    | "Right Here (Departed)" (Seamus Haji & Paul Emanuel Club Mix) | Jerkins Bogart Quiñones Nuri Horn          | Jerkins Daniels [a] Haji [c] Emanuel [c] | 8:50    |  |
| Duração total:                         | Duração total:                                                | Duração total:                             | Duração total:                           | 73:19   |  |

| Human – Edição limitada japonesa (DVD bônus) |                                       |                |         |  |
| N.º                                          | Título                                | Director(s)    | Duração |  |
| 1.                                           | "Right Here (Departed)" (Music video) | Little X       | 3:42    |  |
| 2.                                           | "Long Distance" (Music video)         | Ray Kay        | 3:49    |  |
| 3.                                           | "Making of Right Here (Departed)"     |                | 5:29    |  |
| Duração total:                               | Duração total:                        | Duração total: | 13:00   |  |

Notas
- ↑[a]  denota produtor vocal
- ↑[b]  denota produtor principal e vocal
- ↑[c]  denota produtor adicional